# 韦龙地区萨维尼
韦龙地区萨维尼（法語：Savigny-en-Véron，法語發音：[saviɲi ɑ̃ veʁɔ̃] ⓘ），或纯音译作萨维尼昂韦龙，是法国安德尔-卢瓦尔省的一个市镇，位于该省西部，属于希农区。

## 地理
韦龙地区萨维尼（47°12'5"N, 0°8'41"E）面积21.31 平方千米，位于法国中央-卢瓦尔河谷大区安德尔-卢瓦尔省，该省份为法国中西部省份，北起萨尔特省、东北接卢瓦-谢尔省，东南接安德尔省，南至维埃纳省，西临曼恩-卢瓦尔省。
与韦龙地区萨维尼接壤的市镇（或旧市镇、城区）包括：阿瓦讷、韦龙地区博蒙、康德圣马丹、卢瓦尔河畔舒泽、维埃纳河畔圣日耳曼。
韦龙地区萨维尼的时区为UTC+01:00、UTC+02:00（夏令时）。

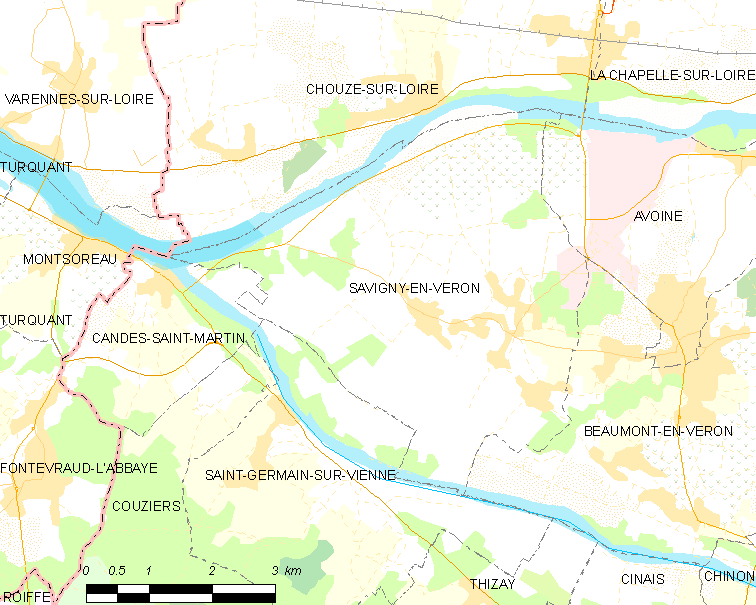
韦龙地区萨维尼的OSM定位图

## 行政
韦龙地区萨维尼的邮政编码为37420，INSEE市镇编码为37242。

## 政治
韦龙地区萨维尼所属的省级选区为希农县。

## 人口

1962-2008年间韦龙地区萨维尼人口变化图示

韦龙地区萨维尼于2022年1月1日时的人口数量为1539人。